# Planetary Confinement
Planetary Confinement es el tercer álbum de la banda británica, Antimatter. Su lanzamiento oficial tuvo lugar durante el año 2005.

## Lists de temas
1. Planetary Confinement - 1:33
2. The Weight Of The World - 4:45
3. Line Of Fire - 6:28
4. Epitaph - 4:11
5. Mr White - 4:07
6. A Portrait Of The Young Man As An Artist - 4:54
7. Relapse - 5:03
8. Legions - 7:24
9. Eternity Part 23 - 8:45

## Participantes
Sesiones en Inglaterra
- The Weight Of The World
- Epitaph
- A Portrait Of The Young Man As An Artist
- Legions

Sesión acústica grabada en Studio 33, Liverpool, julio de 2004. 
Música y arreglos por Mick Moss
- Mick Moss - Guitarra acústica, Voces
- Rachel Brewster - Violines
- Stephen Hughes - Bajo, Guitarra
- Chris Phillips - Batería
- Sue Marshall - Voces adicionales en 'Legions'

Sesiones en Irlanda
- Planetary Confinement
- Line of Fire
- Mr. White
- Relapse
- Eternity part 24

Todos los temas por Duncan Patterson, excepto 'Mr. White' por Trouble
- Duncan Patterson - Piano, Guitarra acústica, Bajo, Teclados
- Amélie Festa - Voces
- Mehdi Messouci - Teclados adicionales en 'Relapse'
- Barry Whyte - Guitarra
- Alex Mazarguil - Djembe
- Micheál ó Croinín - Batería

- Álbum masterizado en Counterpoint Studio por Gianni Skolnick
- Diseño de portada por Mick Moss de una fotografía original de Brandon Stone
- Fotos interiores por Chris Slack
- DIseño por Mick Moss
- Layout por Paul Kuhr